# Корона Стефана Первовенчанного
Корона Стефана Первовенчанного (серб. Круна Стефана Првовенчаног) — согласно легенде, корона, которой был коронован сербский король Стефан Первовенчанный. По преданию, в 1201 году Стефан Первовенчанный обратился к папе римскому Иннокентию III с просьбой о признании его королём и отправке короны, однако только в 1217 году  папа Гонорий III и согласился выполнить эту просьбу и передал корону, которой Стефан и короновался. По преданию, она использовалась для коронации всех последующих сербских королей, но не царей (цари Стефан Урош IV Душан и Стефан Урош V использовали другую корону). На основе изображений с монет и фресок можно сделать вывод, что корона состояла из венка из лилий.
Однако достаточных доказательств факта передачи подобной короны Стефану Первовенчанному из Рима в 1217 году не представлено историками, поскольку официально короновался Стефан только в 1222 году в монастыре Жича по православному обряду Саввой Сербским. Рассматривались теории о том, что королевская корона пришла к Стефану из Византии и что именно с одобрения византийцев Стефан был коронован, однако никаких упоминаний о королевской короне, присланной Стефану Первовенчанному откуда-либо, не встречается в сербских летописях. Поскольку Сербия достаточно сильно контактировала с Византией, византийское влияние на культуру Сербии усиливалось, поэтому корона перестала появляться на фресках. Появление короны также фиксируется и на гербе Котроманичей, которые добавили её после признания Боснии королевством и коронации Твртко I.

## Коронованные короли
| Изображение | Правитель                 | Династия    | Когда коронован                                                            |
| ----------- | ------------------------- | ----------- | -------------------------------------------------------------------------- |
|             | Стефан Первовенчанный     | Неманичи    | 1217 год                                                                   |
|             | Стефан Радослав           | Неманичи    | 1228 год                                                                   |
|             | Стефан Владислав          | Неманичи    | 1234 год                                                                   |
|             | Стефан Урош I             | Неманичи    | 1243 год                                                                   |
|             | Стефан Драгутин           | Неманичи    | 1276 год                                                                   |
|             | Стефан Урош II Милутин    | Неманичи    | 1282 год                                                                   |
|             | Стефан Константин         | Неманичи    | 1321 год                                                                   |
|             | Стефан Урош III Дечанский | Неманичи    | 1322 год                                                                   |
|             | Стефан Урош IV Душан      | Неманичи    | 1331 год (король), 1346 год (царь; соправитель с сыном, Стефаном Урошем V) |
|             | Стефан Урош V             | Неманичи    | 1346 год (соправитель отца, Стефана Уроша IV Душана)                       |
|             | Вукашин Мрнявчевич        | Мрнявчевичи | 1365 год (соправитель Стефана Уроша V)                                     |
|             | Марко Кралевич            | Мрнявчевичи | 1371 год (наследник Стефана Уроша V как король и сербский царь)            |
|             | Твртко I                  | Котроманичи | 1377 год (как король Сербии и король Боснии)                               |
|             | Степан Дабиша             | Котроманичи | 1391 год                                                                   |
|             | Елена Груба               | Котроманичи | 1395 год                                                                   |
|             | Степан Остоя              | Котроманичи | 1398 год                                                                   |
|             | Твртко II                 | Котроманичи | 1408 год                                                                   |
|             | Степан Остоич             | Котроманичи | 1418 год                                                                   |
|             | Степан Томаш              | Котроманичи | 1443 год                                                                   |
|             | Степан Томашевич          | Котроманичи | 1461 год                                                                   |